# Luca Cambiaso

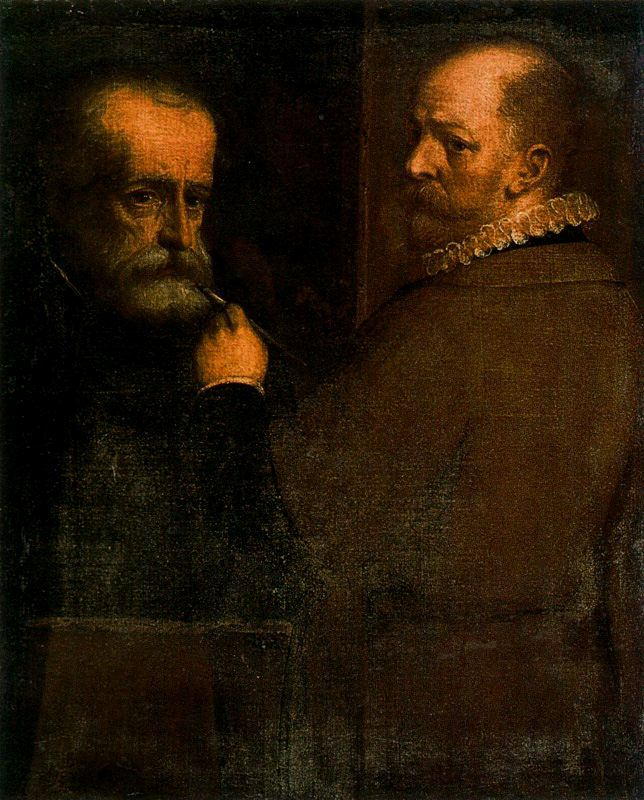
Autorretrato pintando a su padre, c. 1570, palacio Blanco de Génova.

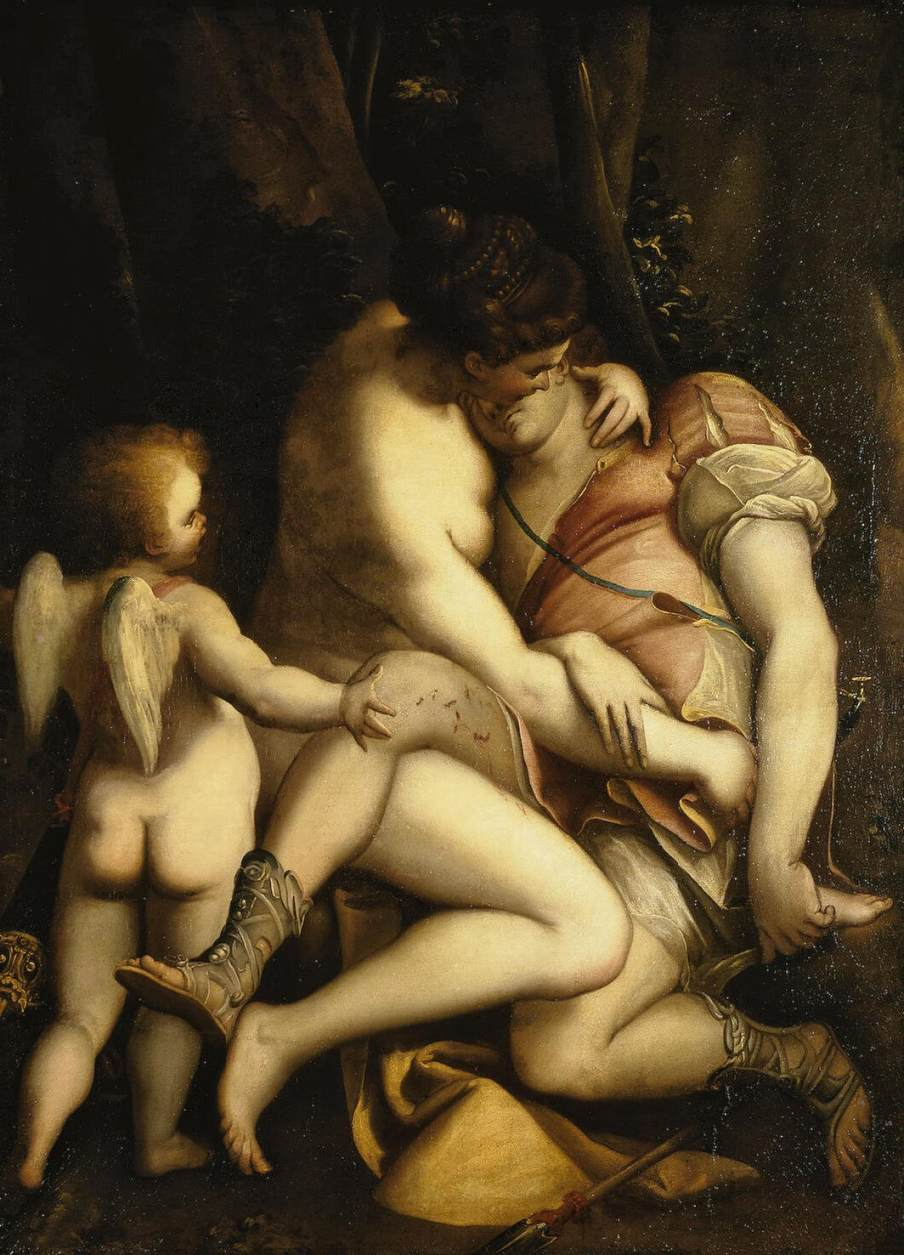
Venus y Adonis, 1565-1569, Museo del Hermitage de San Petersburgo.

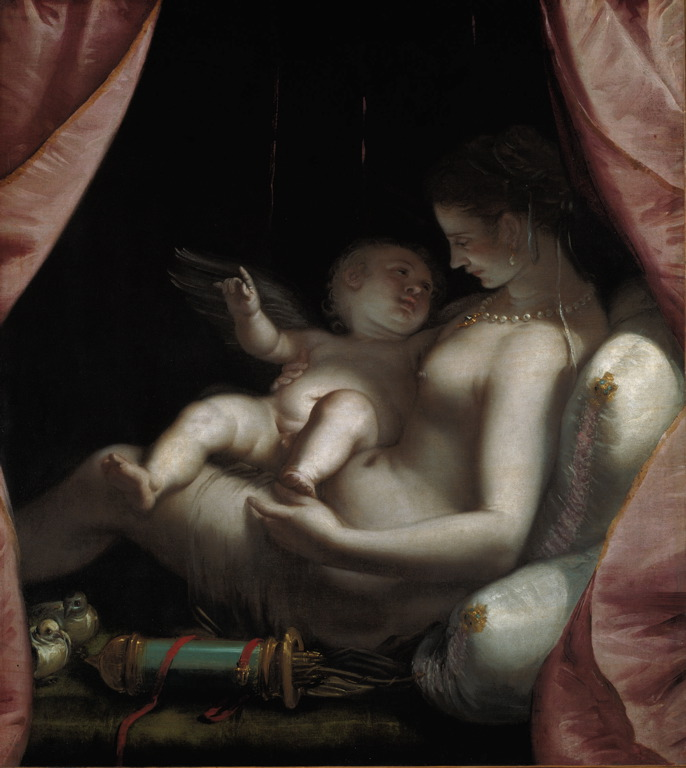
Venus y Cupido, c. 1570, Instituto de Arte de Chicago.

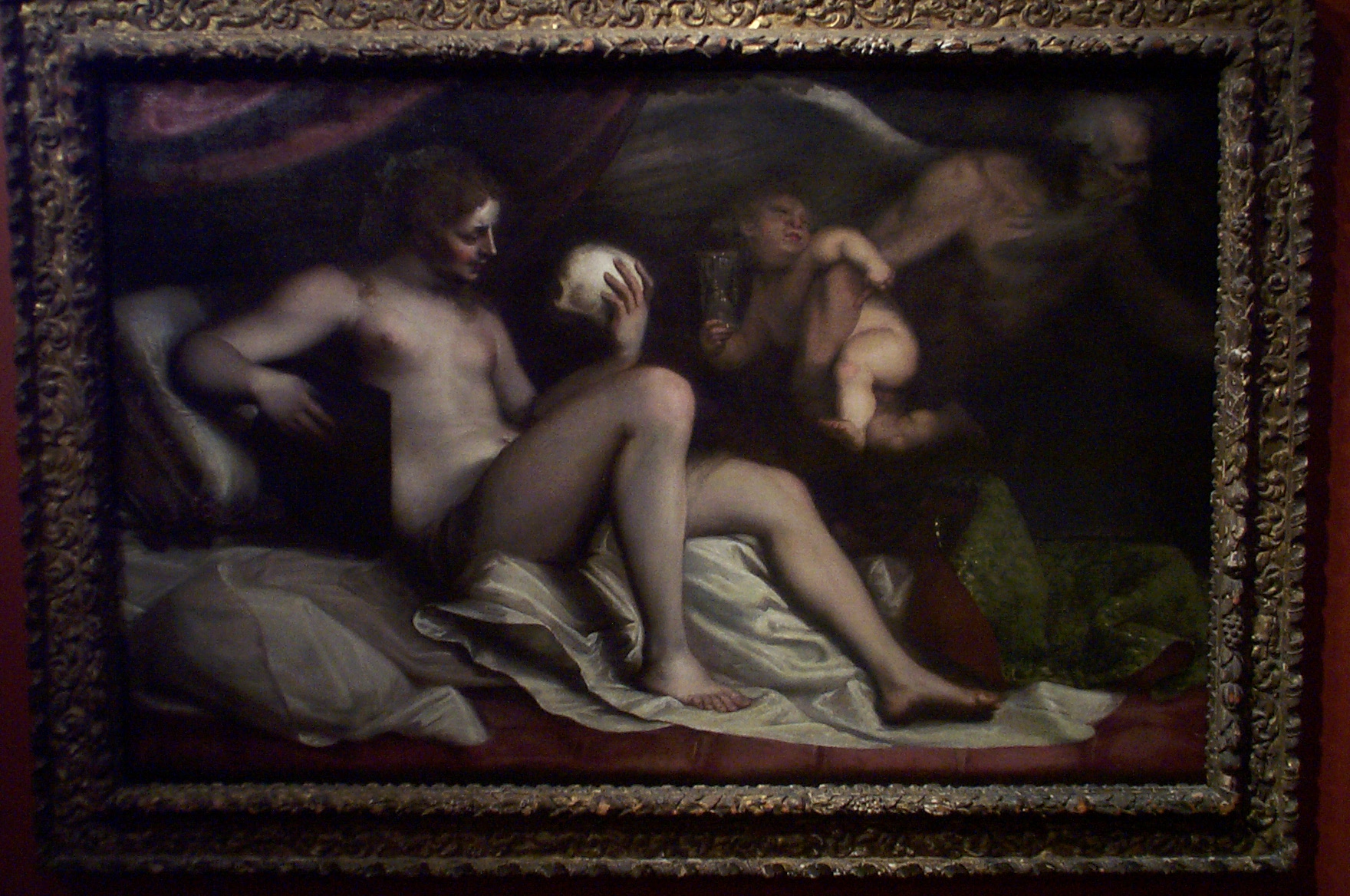
La vanidad del amor terrenal, década de 1570, Museo de Arte de Nueva Orleans.

Luca Cambiaso (Moneglia, 18 de octubre de 1527 - El Escorial, 6 de septiembre de 1585) fue un pintor del Renacimiento. Realizó la mayor parte de su obra en Génova. Se trasladó a España en 1583. Fue conocido también como Luqueto.

## Biografía
Su padre fue el pintor Giovanni Cambiaso, nacido en San Quirico, Génova, en 1495. El primer hijo de Giovanni, Pedro, fue comerciante de telas. Su segundo hijo, Luca, nació en el exilio en Moneglia, a donde la familia había huido amenazada por la invasión del condestable Carlos de Borbón. Cuando pasó el peligro, Giovanni regresó con su familia a San Quirico.
Su padre fue influenciado por la obra de Carlo Braccesco, presente en Génova de 1491 a 1514. Este le dio un dibujo original Andrea Mantegna que fue de gran importancia para la formación de Giovanni y de su hijo Luca. Al principio Luca trabajaba con su padre. A partir de los quince años Luca ya pintaba frescos en claroscuro en la fachada de varios palacios genoveses.
Los frescos del salón del palacio de Antonio Doria all'Acquasola (ahora sede de la prefectura de Génova) fueron realizados por Luca en 1544. En el salón está Apolo asaeta a los griegos, que representa una escena de la Guerra de Troya. De la colaboración entre Luca y su padre también se conserva un lienzo de los santos Cornelio y Cipriano en la iglesia de San Cipriano de Val Polcevera.
Los frescos de la casa de Giacomo de Ferrari fueron realizados por Luca en 1547.
En 1547 colaboró con su padre Giovanni y con Francesco Brea en la realización de los frescos de la iglesia de Santa María del Canneto, en Taggia, siendo de Luca un profeta y el rostro de un querubín. También realizó la pintura de la Virgen con el Niño, Santiago y san Felipe del retablo de la parroquia de Taggia. En la misma iglesia se encuentra la capilla de la Hermandad del Cuerpo de Cristo, con otro retablo con la Resurrección de Cristo y que es, casi en su totalidad, de Luca.
Posteriormente pintó un fresco, ya desaparecido, que representaba a Curcio a caballo en la fachada de una casa en el puente de Calvi. En torno a 1550 pintó varios frescos en un salón del palacio de Grillo, en Génova, en los cuales se representa un medallón central con varios dioses y, alrededor, triángulos con figuras alegóricas. En la misma época pintó la fragua de Vulcano, que se conserva en una colección en Milán, el fresco del Juicio Final en una pared del santuario de Santa María de Gracia de Zoagli, una lámina con la adoración de los Reyes Magos en la galería Sabauda de Turín, una lámica con la adoración de los pastores que se conserva en la pinacoteca de Brera de Milán, la Virgen en un trono con san Francisco y san Juan Bautista en la colegiata de Varazze y san Antonio Abad con san Pablo en Taggia. En 1551 pintó a santa Catalina y a san Juan Bautista en la iglesia de San Lorenzo di Lago, el fresco de la decapitación de san Juan Bautista en la iglesia de Santa María de los Ángeles, varios frescos en varias salas del palacio Grimaldi y varios frescos en la fachada de una casa de la plaza Piccapietra de Génova.
En su primer periodo Cambiaso desarrolló un estilo muy personal y exuberante, similar al empleado por Miguel Ángel y Beccafumi. Tiende a un crecimiento de las proporciones del cuerpo y al uso de puntos de vista inusuales. Aunque en la decoración del palacio de Grillo el estilo de Cambiaso empezó a ablandarse y a ser más desarrollado y maduro, con una preferencia por las formas similares a las de Rafael. A partir de entonces, Cambiaso superará el manierismo y desarrollará un estilo muy personal y vital que fue una referencia para la pintura de la región de Liguria durante más de tres siglos.
Entabló amistad con Giovanni Battista Castello, conocido como el Bergamasco, y ambos colaboraron artísticamente durante más de una década. Entre mediados de 1558 y junio de 1559 colaboraron en la decoración del interior de la iglesia de San Mateo de Génova. Luca pintó escenas de la vida de san Mateo en la nave y querubines, profetas y sibilas en los dos pasillos. En 1560 ambos terminaron la decoración del palacio Gio Vincenzo Imperiale de Génova.
En esta época aproximadamente Luca pintó El rapto de las Sabinas en la villa Imperiale de Génova y en torno a 1565 realizó el El regreso de Ulises en el palacio de Battista Grimaldi (ahora de Meridiana) de esa ciudad.
Entre 1559 y 1561 pintó tres cuadros para su confesor, fray Luca di Multedo: Resurrección y Transfiguración, conservado en la iglesia de Bartolomeo degli Armeni; San Agustín y San Lucas y san Baslio, que se encuentran en el palacio Blanco (palazzo Bianco). En 1562 realizó un retablo de la Virgen con el Niño y los santos Pablo y Agustín para la iglesia de Santa Brígida. Este retablo sobrevivió a la desaparecición de la iglesia y se encuentra en la actualidad en la colección Bagnasco, en Como.
Realizó los frescos del palacio de Franco Lercari, en la via Garibaldi, que fue construido 1567 en adelante. En el gran salón hay un medallón representando la construcción del palacio, donde retratos ficticios de los antepsados de Lercari en triángulos. En 1569 realizó casi todas las pinturas religiosas de la capilla de Lercari del Duomo de Génova.
Entre 1565 y 1569 pintó Venus y Adonis, que se encuentra en el Museo del Hermitage de San Petersburgo. En esta época realizó también las obras Cristo delante de Caifás. En 1575 pintó Virgen de la vela, inspirada en La Natividad de Antonio Allegri da Correggio, que se encuentran en el palacio Blanco. En 1570 realizó una Piedad para la capilla de Cristoforo Sauli de la iglesia de Santa María del Carignano.
En torno a 1570 pintó el cuadro Venus y Cupido, que se encuentra en el Instituto de Arte de Chicago (Art Institute of Chicago). En la década de 1570 pintó el cuadro alegórico La vanidad del amor terrenal, que se encuentra en el Museo de Arte de Nueva Orleans (New Orleans Museum of Art).
Su padre, Giovanni Cambiaso, murió entre 1577 y 1579. Los hijos y herederos de Luca fueron Pomponio, Aurelio, Orazio, Steffano, Ottavio, Battista y Laura (Lauretta). Tuvo una hija llamada Camilla con una mujer llamada Argentina Esquinona (Schenone) y legó a ambas algún dinero en su testamento.

### Estancia en El Escorial
La muerte de Gaspar Becerra en 1570 dejó a Felipe II sin un artista que satisficiera sus gustos italianizantes para decorar el monasterio de San Lorenzo de El Escorial.
Esto hizo que llegasen a la Corte varios fresquistas italianos, entre los que estaban Fabrizio Castello y Niccolò Granello, hijo e hijastro del Bergamasco respectivamente. A través de ellos, Felipe II tuvo conocimiento del artista Luca Cambiaso.
En 1576 Felipe II contrató a Juan Fernández Navarrete para que pintara treinta y dos cuadros para decorar los retablos de la basílica del monasterio. No obstante, Navarrete solo realizó nueve, por fallecer en 1579. Los encargados de decorar los cinco retablos de gran formato de la basílica serían Luca Cambiaso, Rómulo Cincinato y Pellegrino Tibaldi.
En 1574 el monarca compró para el monasterio una obra titulada Jesús atado a la columna, realizada por Luca, que era similar a otra del mismo autor que se encuentra en el palacio Blanco de Génova.
En 1581 Luca realizó el lienzo Martirio de San Lorenzo para el altar mayor del monasterio. El cuadro fue llevado desde Génova por Niccolò Granello, hijastro del Bergamasco. No obstante, esta obra no fue del gusto de Felipe II. Como Luca no conocía el tamaño del templo escurialense, las figuras resultaron demasiado pequeñas. Permaneció en el retablo hasta que entre 1586 y 1588 fue reemplazado por otro cuadro de Federico Zuccaro. Este cuadro, a su vez, fue sustituido por un tercero realizado por Pellegrino Tibaldi.
Luca partió a España en septiembre de 1583 para trabajar para Felipe II. Lo hizo acompañado de su hijo Orazio y de su mejor discípulo, Lazzaro Tavarone. El 19 de noviembre de 1583 fue recibido como pintor del rey con una cédula firmada en el palacio de El Pardo.
En 1583 realizó un retrato de santa Ana que se encuentra en uno de los retablos laterales de la basílica. El rostro y las manos de la santa fueron repintados por Tibaldi en 1593. En 1584 pintó para este mismo templo La predicación de Juan el Bautista.
Tras realizar estos dos óleos se dedicó a pintar frescos para decorar los muros de la basílica. En la bóveda del coro sustituyó los frescos de Francisco de Urbino y Patricio Castello por otra obra titulada La Gloria, que representa una Iglesia católica triunfante. En un muro del coro pintó el fresco La Anunciación. En el presbiterio pintó La coronación de la Virgen.
También pintó para la basílica los cuadros de San Miguel Arcángel e Historia de las once mil vírgenes, aunque estos no fueron del gusto de Felipe II y fueron cambiados de lugar. En su sitio se pusieron dos cuadros con la misma temática realizados por Tibaldi. Estos cuadros de Tibaldi fueron retocados por Juan Gómez.

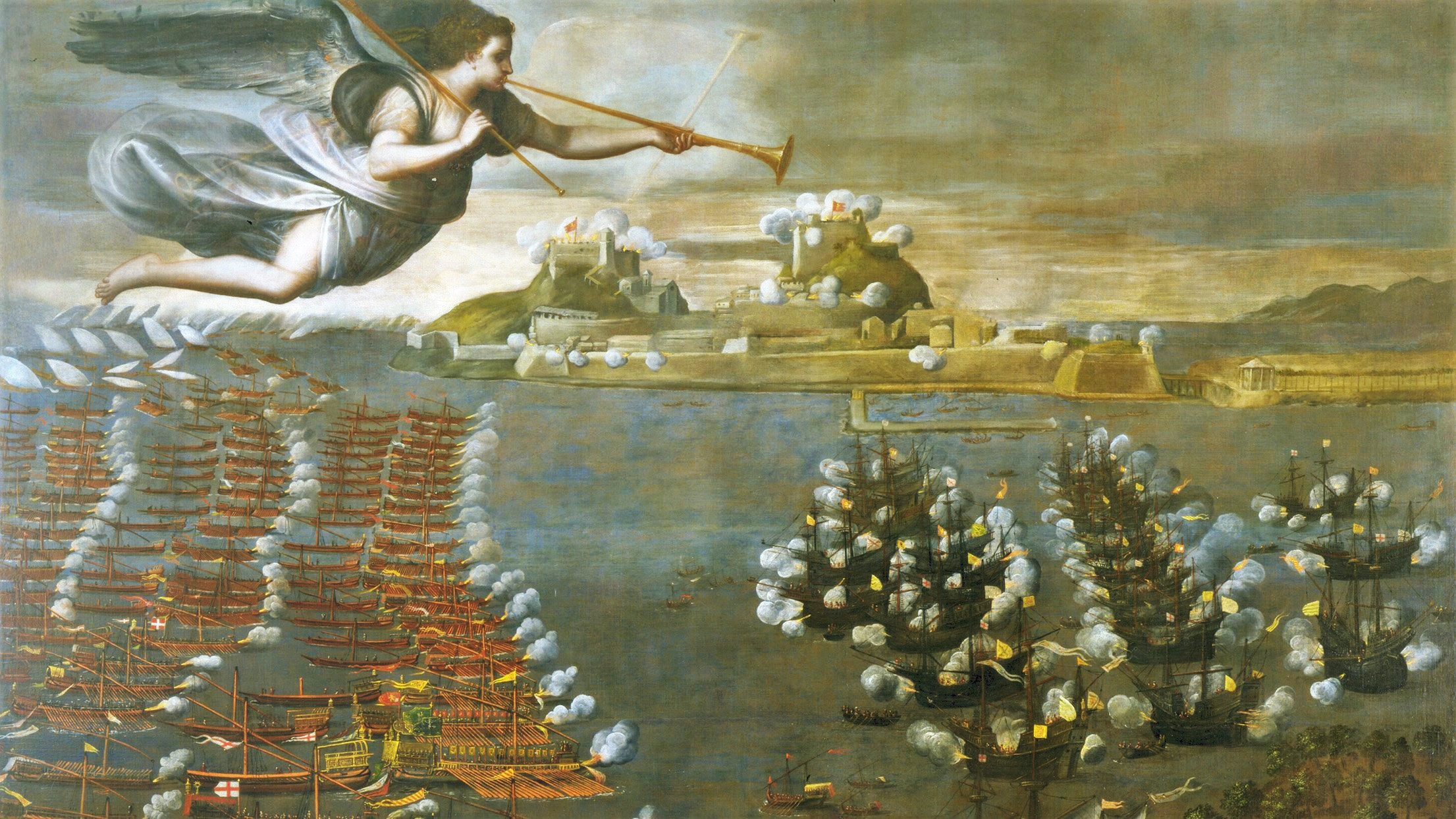
«Luca Cambiaso (1527-1585). Batalla de Lepanto - 7/10/1571 - Escuadras Cristianas y Turcas - Pintura Renacentista Italiana».

Realizó seis lienzos sobre la batalla de Lepanto (que había tenido lugar en 1571). Estos fueron colocados en una galería abierta del monasterio. Fueron restaurados en 1855 y trasladados a otra estancia en 1856. Los cuadros son los siguientes:
- Salida de la armada de la Liga Santa del puerto de Mesina.
- La armada cristiana sale al encuentro de la turca.
- Disposición de las naves momentos antes de la lucha.
- La batalla.
- Retirada de los restos de la armada turca, aprovechando la primera oscuridad.
- Regreso triunfal de la armada cristiana al puerto de Mesina.

En España tuvo un hijo natural llamado Juan, bautizado en El Escorial el 22 de marzo de 1585. Falleció en septiembre de ese año y fue enterrado en la parroquia de San Bernabé de la localidad.